# Arturo Ithurralde
Pour les articles homonymes, voir Ithurralde.
Arturo Andrés Ithurralde, né le 6 mars 1934 à Buenos Aires et mort le 3 juin 2017, est un ancien arbitre argentin de football. Il débuta en 1968, fut arbitre international de 1970 à 1984.

## Carrière
Il a officié dans des compétitions majeures : 
- Copa América 1975 (2 matchs)
- Coupe du monde de football des moins de 20 ans 1977 (1 match)
- Coupe du monde de football des moins de 20 ans 1979 (1 match)
- Coupe du monde de football de 1982 (1 match)
- Copa Libertadores 1982 (finale retour)
- Copa América 1983 (1 match)